# Zapozwanie
Zapozwanie - instytucja procesu cywilnego polegająca na wezwaniu osoby trzeciej do udziału w sprawie w charakterze pozwanego w drodze niezaskarżalnego postanowienia sądu. Zapozwanie następuje z urzędu, gdy okaże się, że po stronie pozwanej istnieje niepełna legitymacja procesowa, tzn. że nie występują w charakterze pozwanych wszystkie osoby, których łączny udział w sprawie jest konieczny. Reguluje je art. 195 k.p.c.